# أريزونا خلال الحرب العالمية الثانية

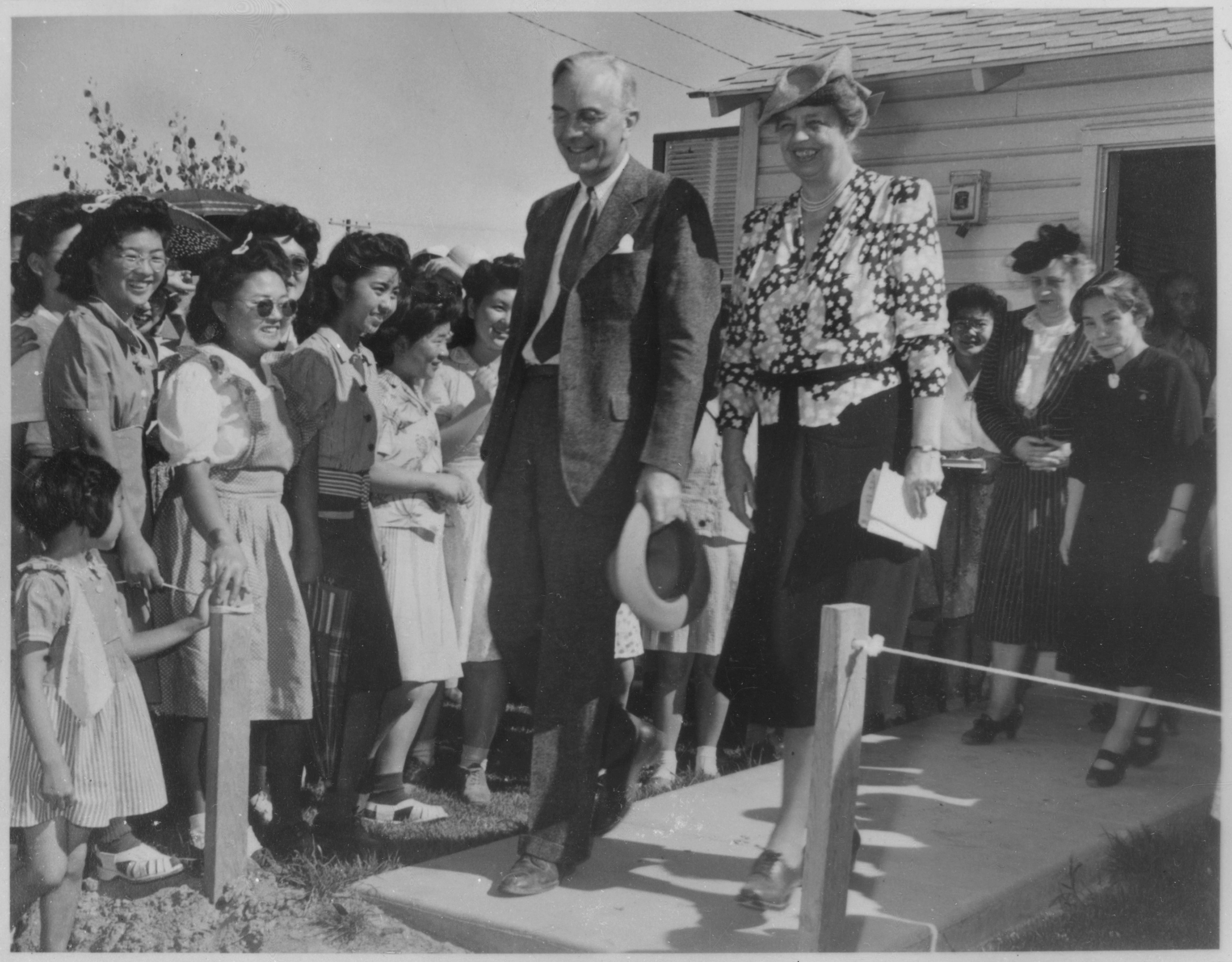
السيدة الأولى إليانور روزفلت وديلون ماير في زيارة لمركز نهر غيلا لإعادة التمركز الحربي في أريزونا بتاريخ 23 أبريل عام 1943.

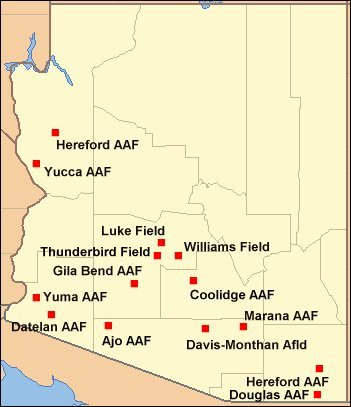
القواعد الجوية الكبرى في أريزونا خلال الحرب العالمية الثانية.

يبدأ تاريخ أريزونا خلال الحرب العالمية الثانية في عام 1940 حين بدأت حكومة الولايات المتحدة بناء قواعد عسكرية داخل الولاية تحضيرًا للحرب. على الرغم من بعدها عن الخطوط الأمامية في أوروبا والمحيط الهادئ، كانت مساهمة أريزونا في جهود حرب الحلفاء هامةً. أُقيمت العديد من معسكرات سجناء الحرب ومعسكرات الاعتقال اليابانية في جميع أنحاء الولاية، وكذلك أيضًا العديد من القواعد الجوية الجديدة والمواقع المرتبطة بها، نجم عنها ولادة طيران أريزونا والصناعات التحويلية مع نهاية فترة الكساد الكبير. شهد تعداد سكان الولاية زيادة كبيرة أيضًا، عاد العديد من المحاربين إلى أريزونا بعد نهاية الحرب عام 1945، واضعين الأسس لحاضرات فينيكس وتوسان الضخمة.

## التاريخ

### الاقتصاد والنمو السكاني
قبل الحرب العالمية الثانية، كان مصدر الدخل الرئيسي لأريزونا صناعات «خمسة سي» الأبقار والقطن والنحاس والحمضيات والمناخ التي ازدهرت بعد بداية القرن العشرين وفترة الحرب العالمية الأولى. ومع ذلك، أدخل انهيار سوق البورصة في عام 1929 والكساد الذي تلاه في نهاية المطاف الولاية في حالة من التدهور. وفقًا لجيمس إي، شيرمان، خلقت بداية فترة الكساد كامل السلسلة الجديدة لمدن الأشباح في أريزونا مع رحيل السكان لإيجاد الفرص في مكان آخر. بقيت الأمور على ما هي عليه معظم الأحيان حتى بداية الحرب عام 1939.
حالما بدا أن التدخل في أوروبا كان أمرًا حتميًا، سمحت الحكومة الفيدرالية للجيش ببناء قواعد جديدة في أريزونا استُخدمت بشكل أساسي لأغراض التدريب. مع بناء «بين عشية وضحاها» لمطاراتٍ وبنى تحتية أخرى متعلقة بالحرب، بدأ اقتصاد أريزونا بالتحول من اقتصاد «فايف سي Five C» إلى اقتصاد حديث وصناعي يحركه الطيران ويستند إلى التكنولوجيا. في أعقاب الهجوم الياباني على بيرل هاربور في هاواي، في 7 ديسمبر 1941، ساهمت فوائد المشاركة في الحرب بصورة فاعلة في الاقتصاد الذي كان قد بدأ بالتعافي. ساد التصنيع في نهاية المطاف على الرغم من أن صناعات النحاس والقطن والأبقار كانت قد بدأت باستعادة نشاطها مرةً أخرى. في عام 1940 كان الدخل الإجمالي للتصنيع يُقدّر ب17 مليون دولار. بحلول عام 1945 ارتفع الرقم إلى 85 مليون دولار وبحلول ستينيات القرن العشرين كان التصنيع قد أمسى الصناعة المنتجة للدخل التي تحتل المرتبة الأولى في الولاية.
تضخَّم عدد سكان أريزونا، على وجه التحديد في فينيكس، نتيجةً للحرب وفرت المنشآت العسكرية الجديدة والمنشآت المصنعة المرتبطة بها القوة الدافعة للنمو. عاد العديد من المحاربين الذين كانوا متمركزين في أريزونا خلال الحرب بعد انتهاء القتال، إذ وجدوها مكانًا مناسبًا لإيجاد عمل وتأسيس أسرة. في عام 1940، كان تعداد السكان في أريزونا أقل من 500 ألف نسمة، إلا أنه ارتفع بحلول عام 1950 إلى 750 ألف نسمة. كان تعداد سكان فينيكس في عام 1940 65 ألف نسمة. بحلول عام 1960 كانت قد أصبحت المدينة الأضخم في الجنوب الغربي مع تعداد سكاني يبلغ 439 ألف نسمة.

### القواعد العسكرية
بُنيت القواعد العسكرية في أريزونا لعدة أسباب. جعل طقس الولاية الدافئ والسماء الصافية والمساحات الكبيرة من الأراضي غير المشغولة والسكك الحديدية الجيدة والعمالية الرخيصة والضرائب المنخفضة وقربها من كاليفورنيا من أريزونا جذابةً لكل من الشركات المصنِّعة الخاصة والعسكرية. في أغسطس من عام 1940، أعلنت الحكومة نيتها تحويل مطار توسان، ديفيس مونثان، إلى قاعدة جوية رئيسية. خلال الأشهر القليلة المقبلة وُسّعت القاعدة من 300 فدان إلى 1,600 بهدف استيعاب 3000 من الأفراد وأكبر قاذفات سلاح الجو.